# Anthurium clathratum
Anthurium clathratum är en kallaväxtart som beskrevs av Luis Aloysius, Luigi Sodiro. Anthurium clathratum ingår i släktet Anthurium och familjen kallaväxter. Inga underarter finns listade.